# Acruspex
Acruspex is een kevergeslacht uit de familie van de boktorren (Cerambycidae). De wetenschappelijke naam van het geslacht werd voor het eerst geldig gepubliceerd in 1976 door Martins.

## Soorten
Acruspex is monotypisch en omvat slechts de volgende soort:
- Acruspex spinipennis (Zajciw, 1970)